# Сулейманов, Кильдебай Сулейманович
Сулейманов, Кильдебай Сулейманович (27 января 1943 — 23 марта 2021) — управляющий Ново-Украинским отделением совхоза «Таналыкский» (Башкортостан), Герой Социалистического Труда.

## Биография
Кильдебай Сулейманович Сулейманов родился 27 января 1943 года в д. Юмагузино Хайбуллинского района БАССР. Образование — среднее.
Трудовую деятельность начал в 1957 году скотником молочнотоварной фермы Таналыкского совхоза Хайбуллинского района в д. Новоукраинка. В 1960 году по направлению комсомольской организации работал дояром в этом же совхозе. В 1966 г. избран освобожденным секретарем комсомольского комитета совхоза. С 1967 г. — скотник по выращиванию и откорму молодняка крупного рогатого скота совхоза.
Инициатор социалистического соревнования животноводов района К. С. Сулейманов за счет образцового ухода, содержания и кормления животных, строгого соблюдения зооветеринарных требований ежегодно добивался высоких производственных показателей.
Включившись во Всесоюзное социалистическое соревнование работников животноводства, Сулейманов, Кильдебай Сулейманович в 1974 г. добился высоких производственных показателей. Среднесуточный привес скота по его группе составил 1 142 грамма, в целом получено 434 центнера привеса. Себестоимость одного центнера привеса составила 92,3 рубля при плане 9З,2 рубля.
За большие успехи, достигнутые во Всесоюзном социалистическом соревновании, и проявленную трудовую доблесть в выполнении принятых обязательств по увеличению производства и заготовок продуктов животноводства в зимний период 1972—1973 гг. Указом Президиума Верховного Совета СССР от 6 сентября 1973 года К С. Сулейманову присвоено звание Героя Социалистического Труда.
В 1984—2003 годах — бригадир дойного гурта молочно-товарной фермы № 6, управляющий, бухгалтер Ново-Украинского отделения Таналыкского совхоза (переименован в МУСП «Таналыкский»).
Сулейманов Кильдебай Сулейманович — Депутат Верховного Совета РСФСР (9 созыв 1975 г.), Совета национальностей Верховного Совета СССР (11 созыв 1984 г.), делегат XVI, XVII съездов профсоюзов СССР, XVII съезда ВЛКСМ, XXVII съезда КПСС, член Башкирского обкома КПСС в 1981, 1986 годах, Всесоюзного Центрального Совета профессиональных Союзов (ВЦСПС) в 1977, 1982 годах, член Центральной избирательной комиссии по выборам народных депутатов России в 1992 году.
В 2003 году вышел на пенсию. Скончался 23 марта 2021 года.

## Награды
- Герой Социалистического Труда (1973)
- Награждён орденами Ленина (1966, 1973), Дружбы народов (1981), медалями.